# Пол Ван Зеланд
Пол Гийом Ван Зеланд (на френски: Paul Guillaume Van Zeeland) е белгийски финансист и политик от Католическата партия.
Роден е на 11 ноември 1893 година в Соани в семейство с нидерландски произход, преселило се в Белгия по религиозни причини. Участва в Първата световна война и прекарва четири години в германски плен. През 1920 година завършва право в Льовенския католически университет, а след това учи икономика в Принстънския университет в Съединените щати. Работи в Националната банка на Белгия, достигайки до поста заместник-управител, преподава икономика в Льовенския университет. През 1935 – 1937 година е министър-председател, начело на широка коалиция. По време на Втората световна война ръководи белгийския Комитет за бежанците в Лондон, а през 1949 – 1954 година е министър на външните работи.
Пол Ван Зеланд умира на 22 септември 1973 година в Брюксел.